# 007 ロシアから愛をこめて
『007 ロシアから愛をこめて』（From Russia with Love）は、イアン・フレミングの長編小説。「ジェームズ・ボンド」シリーズ長編第5作。1957年、ジョナサン・ケープより出版された。日本では1964年に東京創元社から井上一夫訳により創元推理文庫で発売されている。
本作執筆中のフレミングはボンドシリーズの自主映画化を目論見、それに専念（ばらばらに売却した1作目から3作目までの映画化権の買い戻しなどであるが、買い戻せたのは2作目のみであった）するため、本作をもって小説シリーズを打ち切ろうとして、ボンドを殺す内容を考えていたが、出版社の猛反対に遭い、結局生死不明のまま終わるという折衷案が採用されたという。

## あらすじ
ソビエト連邦情報機関の最高幹部会議は、西側の情報機関に打撃を与えるため、スメルシュの手によってイギリス秘密情報部の情報部員ジェームズ・ボンドを辱めて殺すことに決定した。チェスのモスクワ選手権タイトル保持者でスメルシュ企画課長のクロンスティーンが立てた計画に基づき、第2課長ローザ・クレッブ大佐は、タチアナ・ロマノーヴァ伍長を囮に仕立てた。
ボンドに夢中になったソ連職員タチアナが、暗号解読器「スペクター」を手土産に亡命を望んでいるという連絡が入り、ボンドはイスタンブールへ派遣された。首尾よくタチアナと解読器を確保したボンドは、夫婦を装いオリエント急行に乗り込んで国外脱出を図るが、そこにはスメルシュの放った刺客グラントが待っていた。

## 出版
- イアン・フレミング 著、井上一夫 訳『007 ロシアから愛をこめて』東京創元社〈創元推理文庫〉、新版2008年11月。ISBN 9784488138080。
  - 新訳版『007 ロシアから愛をこめて』白石朗訳、創元推理文庫、2021年12月。ISBN 9784488138103
- Fleming, Ian (2002-12-31) (英語). From Russia with Love. Penguin. ISBN 9780142002070

## 備考
- 特殊装備搭載のボンドカーは、まだ登場しない。本作の序盤で、ボンドはベントレーマークIV・コンバーチブルに乗っている。自動車電話付きで、ポケットベルで呼び出しを受けたボンドは、この電話で本部と連絡を取る。どちらも、当時はまだ珍しいものであった。